# Бульбокомиш сизий
{{#ifeq:0|0|{{#if:Bolboschoenus glaucus|{{#if:|[[]}}|[[]]}}}}
Бульбокомиш сизий (Bolboschoenus glaucus) — вид рослин із родини осокових (Cyperaceae), що зростає у Африці, на півдні Європи, західній, південній і центральній Азії.

## Біоморфологічний опис
Багаторічник, 20–150 см. Кореневище повзуче або зі столонами, що закінчуються бульбами, ≈ 7 мм у діаметрі. Стебло діаметром 1.5–10 мм, різко трикутне, зверху навіть вузькокриле, гладке, або злегка шершаве, сірувато-зелене. Листки завдовжки зі стебло або довші; піхви до 10 см, жовтувато-коричневі, м'які; пластини завдовжки до 25 см й 1–2.5(7) мм ушир, плоскі або згорнені, сіро-зелені, гладкі. Суцвіття просте або розгалужене, складається з від 1 до 65 колосочків. Колосочки 4–40 × 2.3–8 мм, яйцеподібні або кулясті, коричневі. Колоскові луски 4–7 × 1.6–4 мм, більш-менш волосисті, коричневі, вершина усічена. Плід 2.5–3(3.3) × 1.4–1.7(2.3) мм, обернено яйцеподібний, плоско-опуклий, трикутний із закругленим спинним краєм, від коричневого до темно-коричневого, вершина конічна, поверхня дрібно-сітчаста, глянцева. 

## Середовище проживання
Зростає у Африці, на півдні Європи (від Португалії до пд.-євр. Росії), західній, південній і центральній Азії; інтродукований до США. Населяє мілководдя в потоках, річках та озерах, також штучні западини.
В Україні росте на півдні Одеської області та в Криму[джерело?].